# Al Swearengen

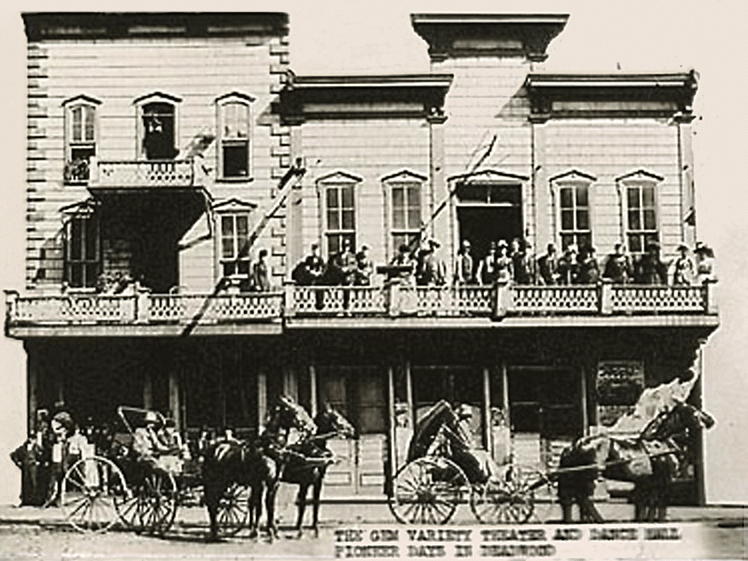
Gem Theater omstreeks 1878; de man in de wagen links is vermoedelijk Swearengen

Ellis Albert Swearengen, bekend als Al Swearengen (Oskaloosa, 8 juli 1845 - Denver, 15 november 1904), was een beruchte opiumhandelaar en ondernemer in de entertainmentindustrie. In Deadwood runde hij 22 jaar het beruchte Gem Theater, een kruising tussen een kroeg, een bordeel, een theater en een casino. Daar toonde hij een opvallende combinatie van wreedheid en gevoel voor politieke verhoudingen. Al Swearengen vormt de basis voor het gelijknamige karakter in de dramaserie Deadwood, gespeeld door Ian McShane.
Al en zijn tweelingbroer Lemuel waren twee van de tien kinderen van Daniel Swearengen en Keziah (Katie) Swearengen uit Oskaloosa, Iowa. Na lang bij zijn ouders gewoond te hebben trok Al Swearengen weg om in het Wilde Westen zijn geluk te beproeven. In 1876 streek hij met zijn vrouw Nettie neer in Deadwood, dat kort daarvoor dankzij de goudkoorts was ontstaan als nederzetting voor goudzoekers. Nettie zou later van hem scheiden omdat ze mishandeld zou zijn; zijn latere twee vrouwen deden hetzelfde.
Swearengen was een van de eerste inwoners van Deadwood die geen mijnbouwer of goudzoekende geoloog was. Hij vertegenwoordigde het begin van een tweede golf inwoners die wilde profiteren van de goudzoekers. Hij bouwde een kleine saloon, de Cricket Saloon, waar hij ter vermaak gevechten organiseerde. Binnen een jaar had Swearengen genoeg verdiend om op 7 april 1877 het veel grotere Gem Theater te openen. Hier organiseerde hij weer vechtwedstrijden, maar ook andere vormen van vermaak. Daarnaast fungeerde de Gem als bordeel. Swearengen lokte wanhopige jonge vrouwen naar Deadwood om ze zogenaamd in zijn theater te laten optreden, maar dwong ze tot prostitutie. Mede hierdoor verdiende hij vaak vijfduizend dollar per nacht, voor die tijd een astronomisch bedrag. Dit werd aangevuld met zijn inkomsten uit de opiumhandel.
Op 26 september 1879 brandde het Gem Theater af, maar Swearengen bouwde het opnieuw en nu groter dan voorheen. Swearenges gevoel voor politieke allianties bracht zijn machtspositie nauwelijks in gevaar, ondanks pogingen daartoe van Seth Bullock, het Dakota-territoriumbestuur in Yankton en Swearengens concurrenten. Toen de Gem in 1899 weer afbrandde, verliet hij Deadwood.
Op 15 november 1904 werd Swearengen dood gevonden op straat in Denver, Colorado.